# Аксенчук, Иван Семёнович
Ива́н Семёнович Аксенчу́к (20 сентября 1918, Просяные Поляны, Тамбовская губерния — 12 июля 1999, Москва) — советский режиссёр-мультипликатор, художник-мультипликатор. Призёр международных фестивалей, народный артист РСФСР (1991).

## Биография
Родился в селе Просяные Поляны (ныне Кадомский район, Рязанская область).
Обучался живописи у Леонарда Туржанского. До Великой Отечественной войны работал художником «в системе ГУЛАГа».
В боевых частях Красной армии с октября 1943 года. Воевал на 1-м Белорусском фронте. Участвовал в Люблин-Брестской, Варшавско-Познанской и Берлинской операциях. В январе 1944 — мае 1945 годов — заряжающий 120-мм миномёта и стрелок 1234-го стрелкового полка. После ранения в феврале 1945 года был госпитализирован. Войну окончил сержантом, участвовал в Параде Победы на Красной площади в Москве.
В 1946—1948 годах обучался на третьих курсах художников-мультипликаторов при киностудии «Союзмультфильм», работал мультипликатором, затем ассистентом режиссёра («Полкан и Шавка», «Дедушка и внучек»), вторым режиссёром («Осторожно с огнём!», «Зай и Чик») у Александра Иванова и Евгения Мигунова. С 1953 года — режиссёр-мультипликатор. Работал в классической рисованной технологии. Экранизировал сказки разных народов, в частности: румынскую «Ореховый прутик» (1955), узбекскую — «Аист» (1956), итальянскую — «Мальчик из Неаполя» (1958).
Он постоянно становился предметом дружеских шуток и насмешек. Он был многословен. Объяснял свои режиссёрские идеи витиевато, зачастую совершенно путанно.Владимир Голованов, «Наши мультфильмы» 2006
Во время одного из таких витиеватых разговоров с художником Владимиром Круминым, в ответной реакции художник произнёс единственное словечко: «Амсердам!», надолго приклеившееся к Аксенчуку как прозвище. Тем не менее, художникам было с ним, как правило, легко — сам неплохо рисующий, он мог и показать, что хочет.
Многие отмечали его интеллигентность, контактность, причём он легко сходился не только с людьми своего круга и возраста, но и с молодёжью — начинающими мультипликаторами, практикантами, стажёрами. Иногда это перерастало в многолетние доверительные отношения. С ним бывало интересно. Мог и рискнуть, пригласив ещё не слишком опытного мультипликатора на должность художника-постановщика.Георгий Бородин, «К 90-летию Ивана Аксенчука» 2008
Аксенчук нашёл себя именно в детском кино, основанном на народных преданиях, остроумных сказаниях и былинах.
Кроме детских мультфильмов, создавал социальные «фильмы-плакаты»: к юбилею революции — «Наше солнце» (1957), о первом полёте в космос человека — «Слава вам, небесные братья!» (1961), о юбилее ГОЭЛРО — «Плюс электрификация» (1972) и другие. Делал мультипликацию для сатирического киножурнала «Фитиль».
Член Союза кинематографистов СССР (Москва).
После ухода на пенсию в 1988 году жил в бедности.
Скончался 12 июля 1999 года в Москве. Похоронен на Николо-Архангельском кладбище. В октябре 2022 года усилиями Общества некрополистов на могиле установлена памятная плита.

### Семья
Был женат, супруга работала библиотекарем в московском Доме кино, есть сын.

## Фильмография

### Художник
- 1948 — Чемпион

### Сценарист
- 1951 — Помни и соблюдай правила пожарной безопасности
- 1970 — По собственному желанию (Фитиль № 97) (совместно с Ю. Доброхотовым)
- 1979 — Большая эстафета
- 1987 — Музыка революции

### Режиссёр
- 1951 — Помни и соблюдай правила пожарной безопасности (совместно с А. Ивановым)
- 1953 — Ворона и лисица, кукушка и петух
- 1954 — На лесной эстраде
- 1955 — Ореховый прутик
- 1956 — Аист
- 1957 — Наше солнце
- 1958 — Мальчик из Неаполя
- 1960 — Тринадцатый рейс
- 1961 — Дорогая копейка
- 1961 — Слава вам, небесные братья! (совместно с Р. Давыдовым)
- 1963 — Проверьте ваши часы
- 1964 — Дядя Стёпа — милиционер
- 1965 — Ваше здоровье
- 1966 — Рай в шалаше
- 1968 — Русалочка
- 1970 — Сказка сказывается
- 1971 — Слово о хлебе
- 1972 — Плюс электрификация
- 1974 — Молодильные яблоки
- 1975 — Илья Муромец (Пролог)
- 1977 — Как грибы с горохом воевали
- 1978 — Илья Муромец и Соловей-разбойник
- 1979 — Большая эстафета
- 1979 — Золушка
- 1981 — Мороз Иванович
- 1982 — Сладкий родник
- 1983 — Горе – не беда
- 1984 — Синеглазка
- 1986 — Улыбка Леонардо да Винчи
- 1987 — Музыка революции
- 1988 — Жили-были дед и баба
- 1991 — Приключения волшебного глобуса, или Проделки ведьмы

### Режиссёр киножурнала «Фитиль»
- 1962 — Слова и буквы (№ 4)
- 1963 — Три поросёнка (№ 14)
- 1966 — Согласованный пиджак (№ 50)
- 1967 — Разберём-соберём (№ 55)
- 1967 — Эврика (№ 64)
- 1969 — Райское место (№ 86)
- 1970 — По собственному желанию (№ 97)
- 1971 — Глухарь (№ 106)
- 1971 — Добился своего (№ 109)
- 1973 — Помехи в цехе (№ 132)
- 1974 — Дорогой утиль (№ 147)
- 1975 — Ладушки (№ 161)
- 1976 — Последний фокус (№ 170)
- 1978 — Тяжёлый случай (№ 193)
- 1981 — Голая истина (№ 229)
- 1981 — Обыкновенное чудо (№ 232)
- 1983 — Гвоздь программы (№ 248)
- 1983 — С лёгким паром (№ 257)
- 1984 — Алле-хап! (№ 268)
- 1985 — Дело без дела (№ 279)
- 1987 — Через тернии к звёздам (№ 295)

## Звания и награды
- медаль «За отвагу» (5 августа 1944)[11];
- орден Славы III степени (27 марта 1945)[12];
- медаль «За освобождение Варшавы»[1];
- медаль «За взятие Берлина»[1];
- почётный диплом VII МКФ фильмов для детей и юношества в Венеции (1956) — за фильм «Ореховый прутик»[13];
- заслуженный деятель искусств РСФСР (29 декабря 1979) [14];
- орден Отечественной войны II степени (11 марта 1985)[15];
- приз «Бронзовый гриф» на XV МКФ детских и юношеских фильмов в Италии (1985) — за фильм «Синеглазка»[16];
- орден «Знак Почёта» (22 августа 1986)[17]
- народный артист РСФСР (4 марта 1991)[13];
- премия «Голливуд — детям» (1997) — за вклад в детскую анимацию[13][комм. 3]

## Комментарии
1. ↑  «Амсердам», «Амстердам» — относительно произношения прозвища среди сотрудников «Союзмультфильма» существуют «разночтения»[4].
2. ↑  Привёзший Аксенчуку премию «Голливуд — детям» Л. А. Шварцман, также её лауреат, «застал его одного в бедламе маленькой разгромленной нищенской квартирки»[1].
3. ↑  Награждение состоялось благодаря стараниям Олега Видова, приложившего немало сил для популяризации советской мультипликации на Западе[1].